# Jean-Jacques Liabeuf
Jean-Jacques Liabeuf (nasceu em 11 de janeiro de 1886 em Saint-Étienne, guilhotinado em Paris em 2 de julho de 1910) era um cordoneiro condenado injustamente a prisão por cafetão, se vingou dessa injustiça  matando e ferindo policiais. Após sua prisão uma febre liabouvista estourou na capital com boa parte dos movimentos sociais e grupos anarquistas considerando sua ação legítima frente a condenação injusta, ao contrário da imprensa. Este foi considerado o Caso Dreyfus dos operários franceses da época.